# شهرستان دانیانگ
شهرستان دانیانگ (به لاتین: Danyang County) یک منطقهٔ مسکونی در کره جنوبی است که در چونگچیونبوک-دو واقع شده‌است. شهرستان دانیانگ ۷۸۱٫۰۷ کیلومتر مربع مساحت و ۳۷٬۳۲۰ نفر جمعیت دارد.

## نگارخانه

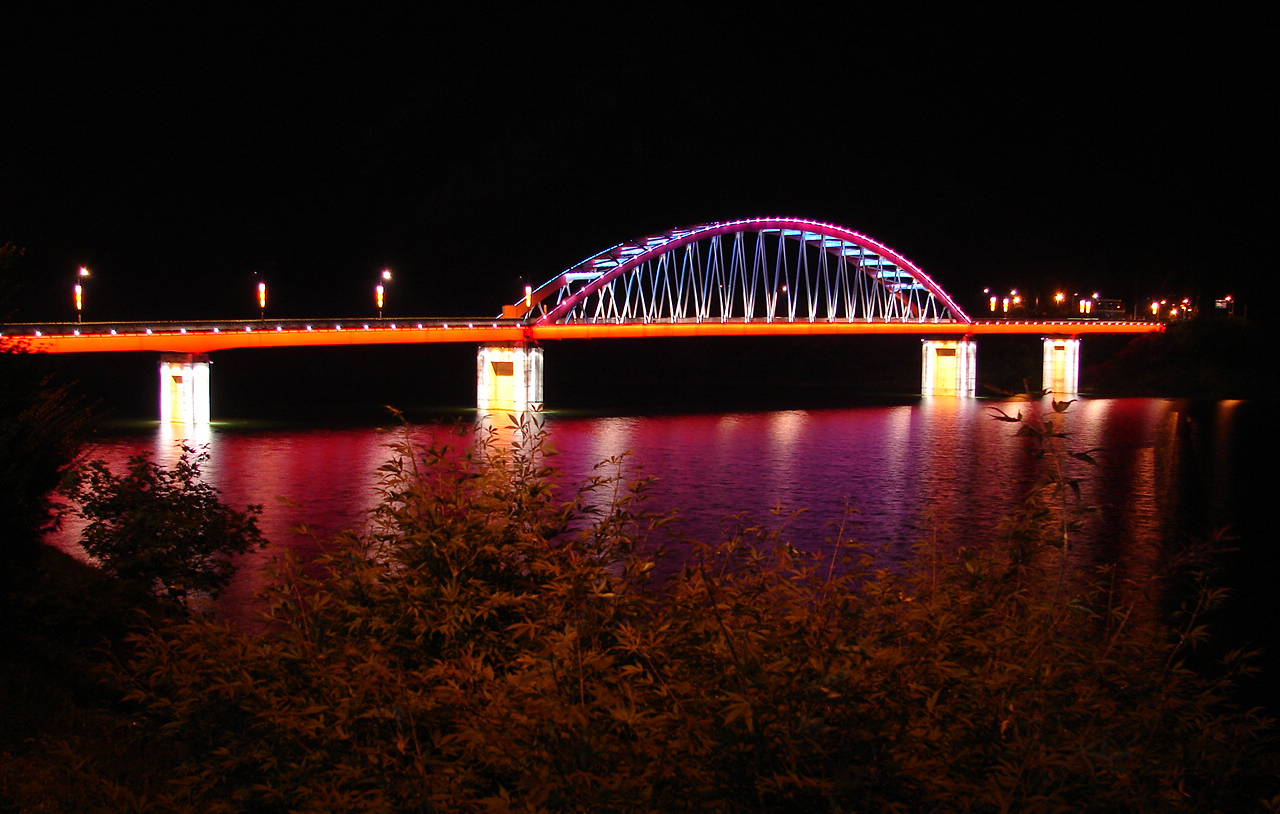
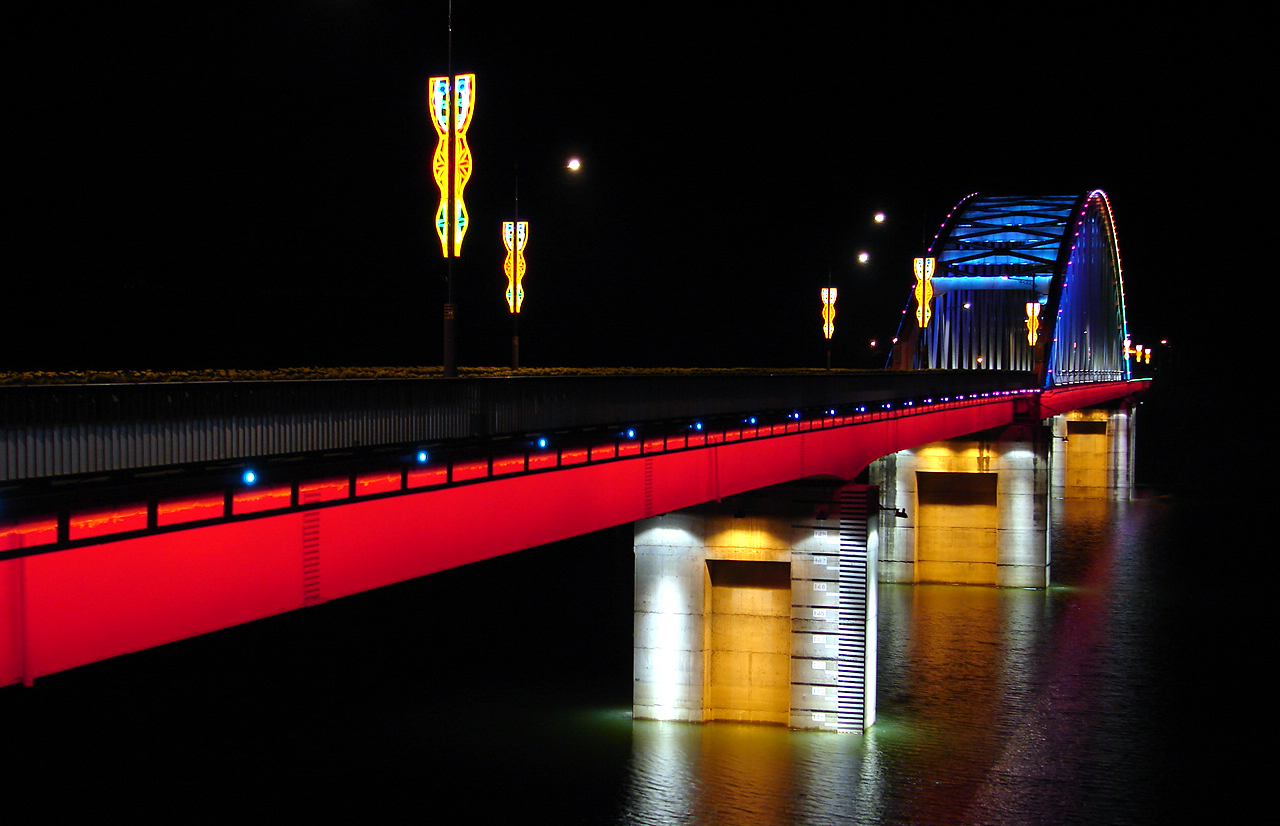
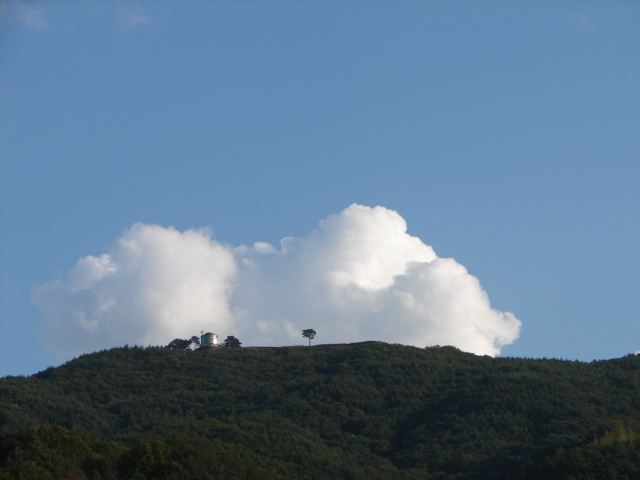
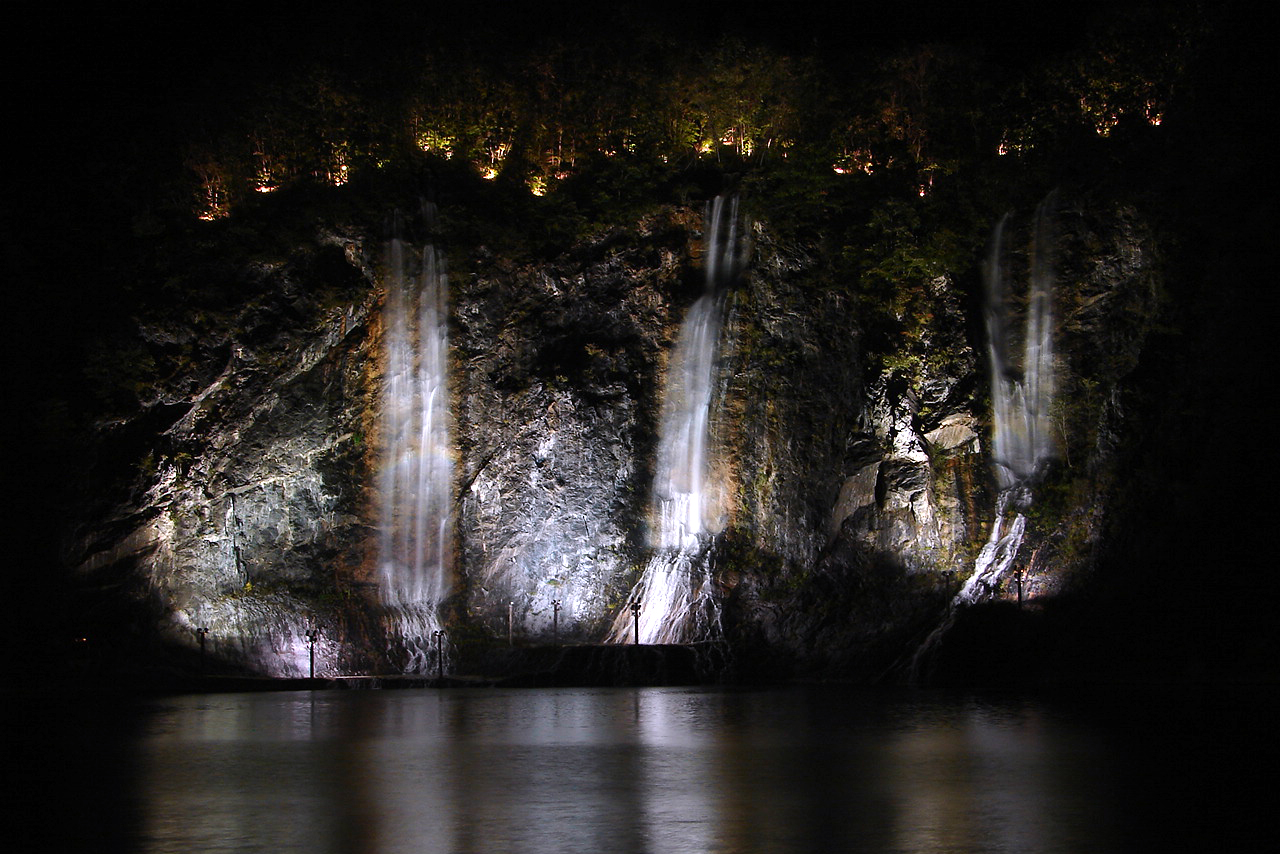
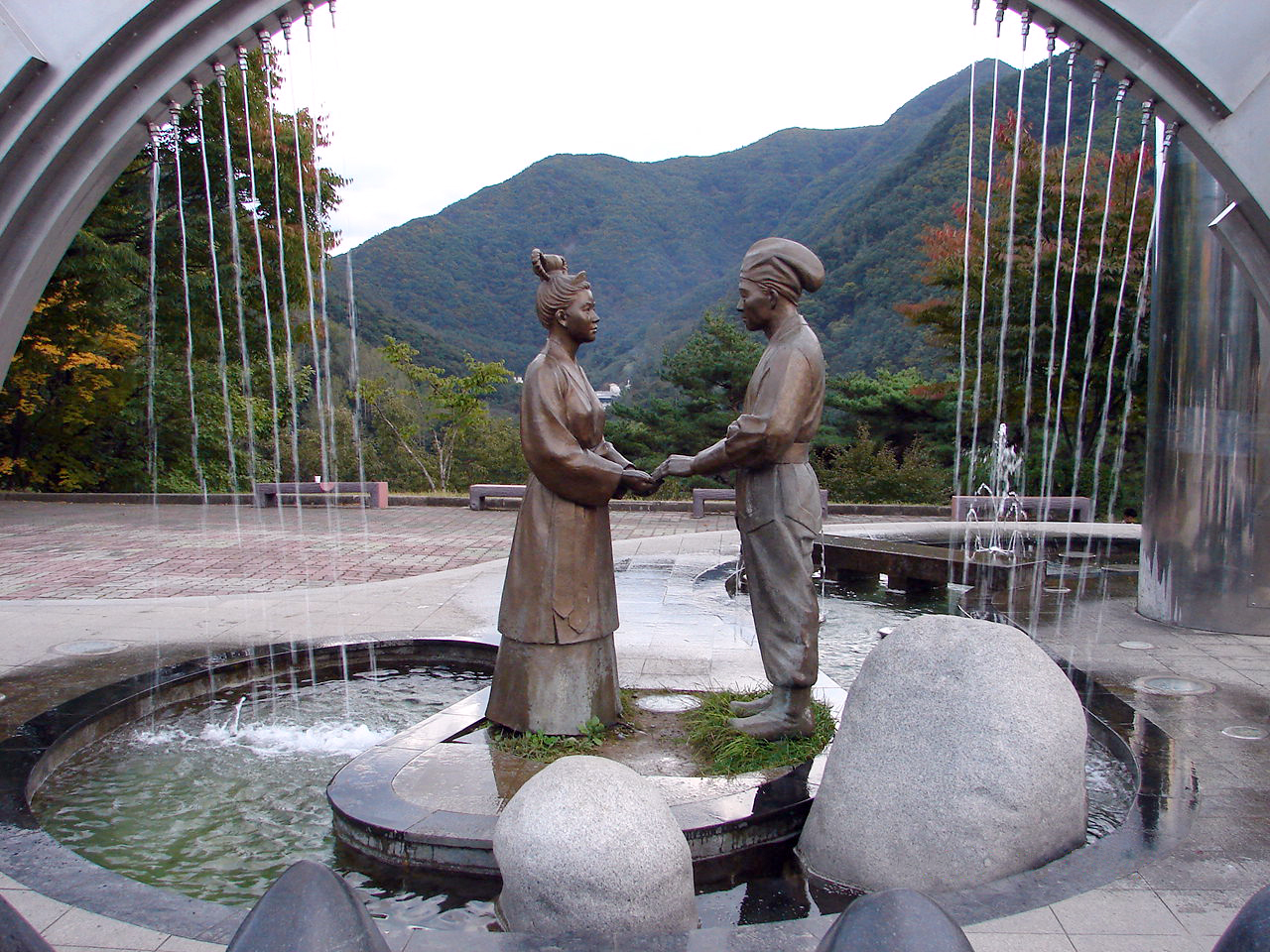
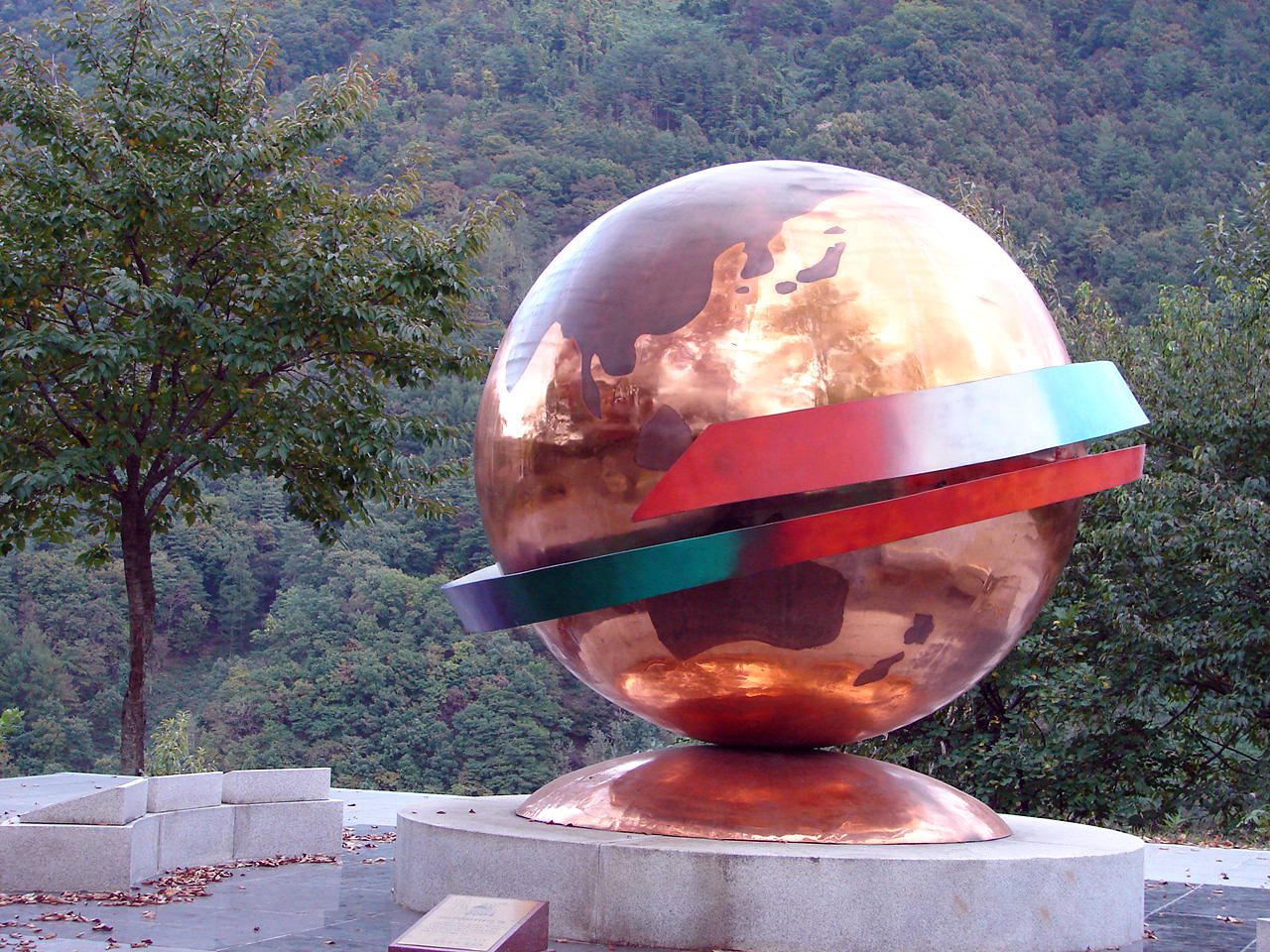
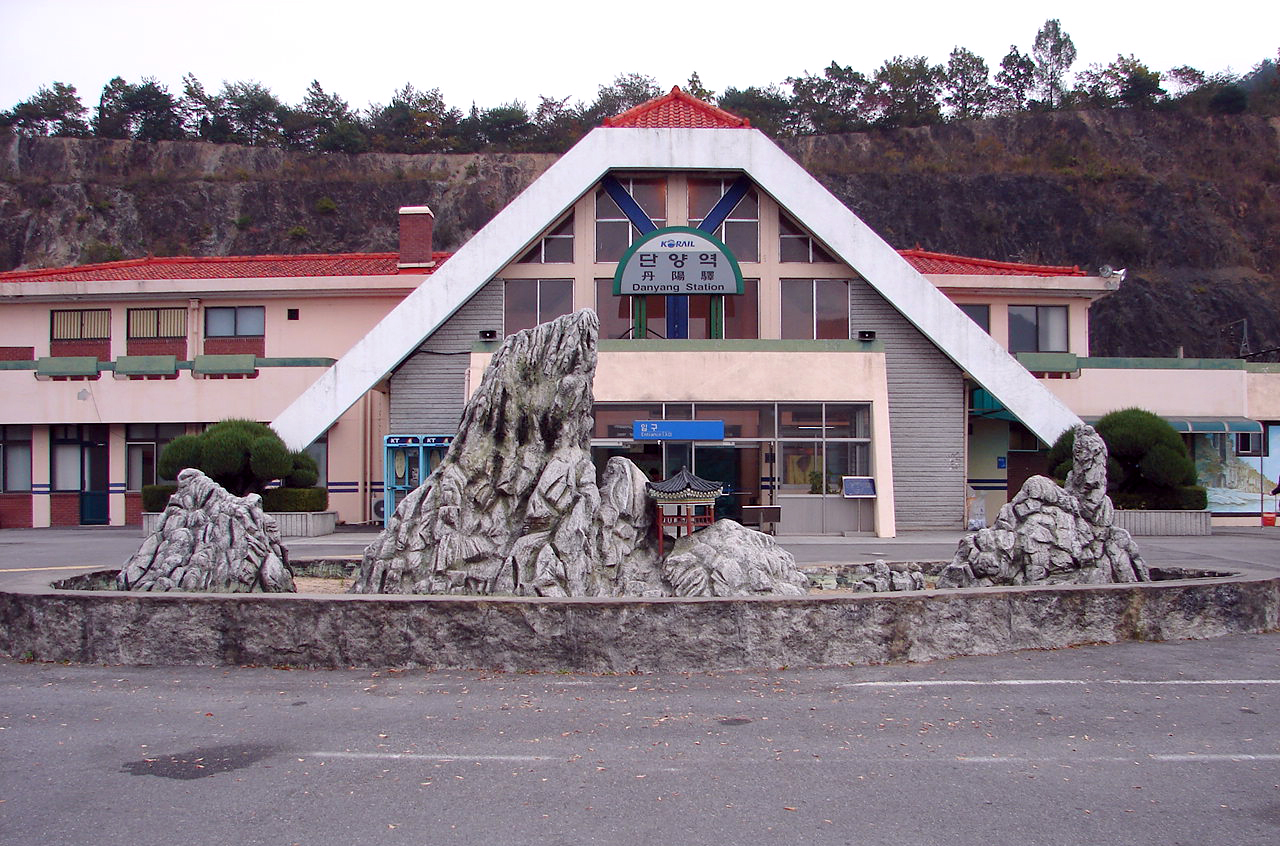
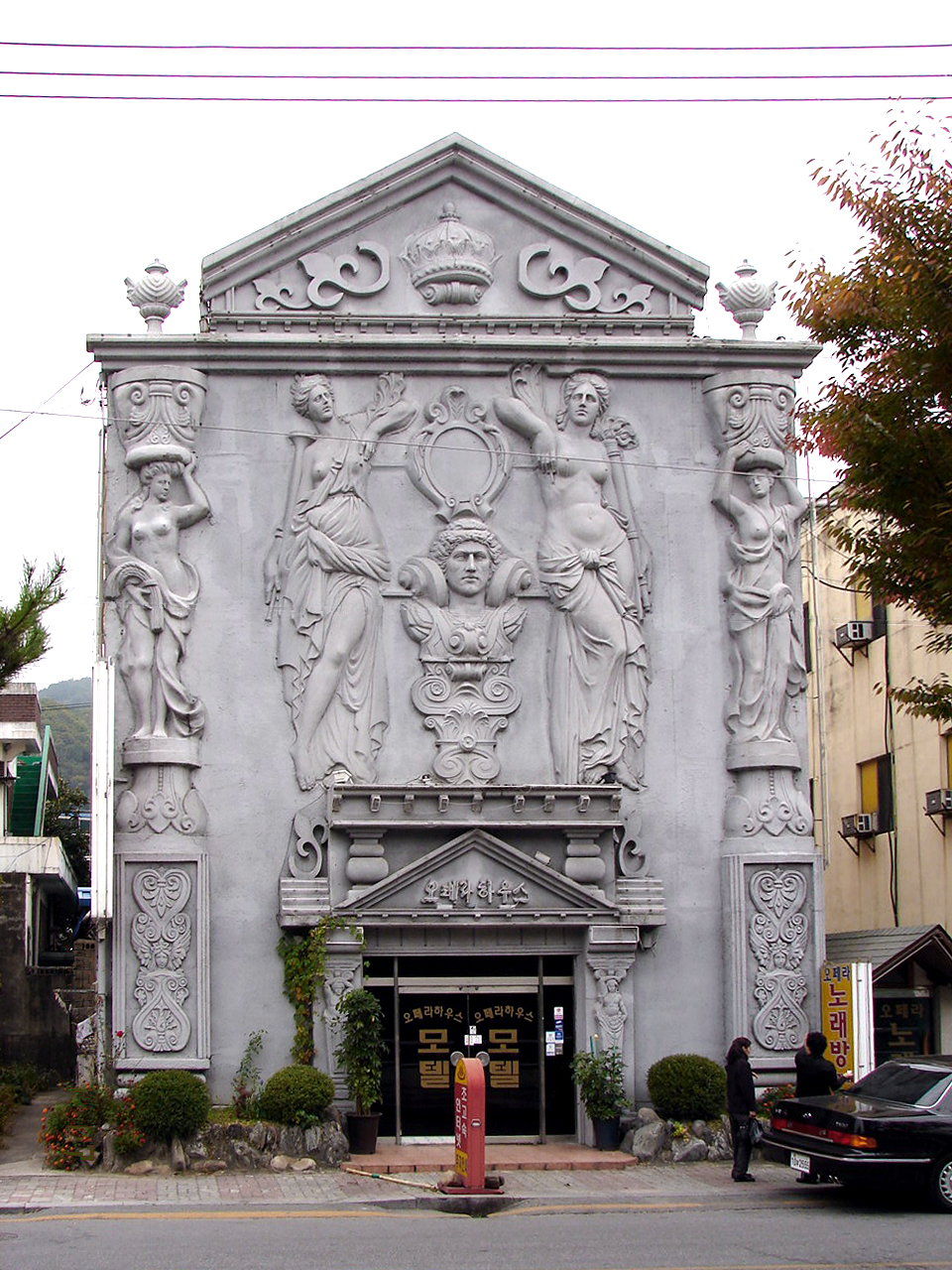